# HMS Cleopatra (1915)
«Клеопатра» (англ. HMS Cleopatra (1915) — військовий корабель, легкий крейсер типу «C» підкласу «Керолайн» Королівського військово-морського флоту Великої Британії часів Першої світової війни.

## Історія створення
Крейсер «Клеопатра» був закладений 26 лютого 1914 року на верфі компанії HMNB Portsmouth у Плімуті. 14 січня 1915 року спущений на воду, а у червні 1915 року увійшов до складу Королівських ВМС Великої Британії.

## Історія служби
31 травня 1919 року «Клеопатра» разом з крейсерами «Драгон», «Галатея», есмінцями «Воллес», «Вояджер», «Ванесса», «Райнек», «Версатайл», «Вівейшос», «Волкер» та двома підводними човнами, патрулювали поблизу острову Сескар, коли з'явилися більшовицький есмінець та броненосець і два інших невеликі кораблі, що намагалися прорватися крізь мінне поле. В результаті вогневого бою «Волкер» уразив ворожий ескадрений міноносець, більшовицький броненосець вів важкий вогонь по британських кораблях. Здійснивши два залпи російські кораблі відступили на схід.